# Ericksonella saccharata
Ericksonella saccharata är en orkidéart som först beskrevs av Heinrich Gustav Reichenbach, och fick sitt nu gällande namn av Stephen Donald Hopper och Andrew Phillip Brown. Ericksonella saccharata ingår i släktet Ericksonella och familjen orkidéer. Inga underarter finns listade i Catalogue of Life.

## Bildgalleri

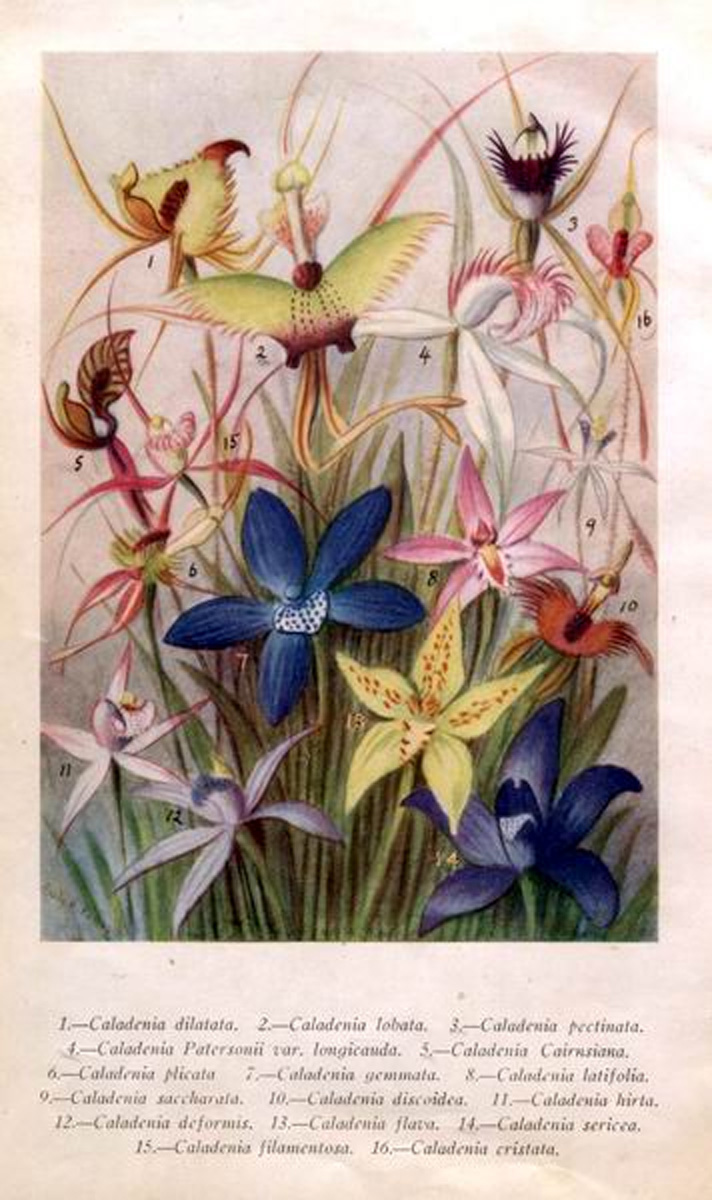